# La noia
«La noia» (укр. Нудьга) — пісня італійської співачки Анджеліни Манго, з якою вона перемогла на Фестивалі Санремо 2024, 74-му музичному фестивалі в Італії, що також використовується як відбір виконавців для Пісенного конкурсу Євробачення, через що ця пісня стала представницею країни на Пісенному конкурсі Євробачення 2024. Також «La noia» була відзначена премією «Джанкарло Бігацці» за найкращу музичну композицію.

## Музичний кліп
Музичний кліп, який супроводжував випуск пісні «La noia», режисера Джуліо Розаті був вперше опублікований на YouTube 7 лютого 2024 року. Алесія Мусільо з журналу Elle Decor Italia пов'язала образ співачки з Медузою та описала розповідь як «процес одягання священної жінки», у якому «заплетене волосся виглядає як гілки дерева і нагадує, без покривал, голову Горгони свого часу».

## Пісенний конкурс Євробачення

### Фестиваль Санремо
Італійська телекомпанія RAI організувала 74-й музичний фестиваль Санремо з 6 по 10 лютого 2024 року. Як це було з 2015 року, переможець отримує право першої відмови представляти Італію на відповідному конкурсі Євробачення.
3 грудня 2023 року Анджеліна Манго була оголошена однією з учасників фестивалю, а назву її конкурсної пісні оприлюднили 19 грудня того ж року. Співачка виграла фестиваль, посівши друге місце серед публіки та перше серед журі преси та радіо у фінальному раунді голосування, та здобула право представляти Італію на Євробаченні 2024. Обговорюючи свою участь на конкурсі, Манго прокоментувала, що вона та команда авторів пісні розглядали можливість змінити частину слів англійською та/або іспанською мовами перед конкурсом.

### На Євробаченні
Пісенний конкурс Євробачення 2024 відбувся на «Мальме-Арені» в місті Мальме, Швеція. Оскільки Італія є однією з країн «Великої п'ятірки», Анджеліна Манго автоматично потрапила до фіналу, проте також виконала свою пісню між країнами-учасницями другого півфіналу.

У фіналі Євробачення 2024 Італія виступила під п'ятнадцяим номером. Пісня «La noia» посіла 4 місце за результатами голосування журі та здобула від них 164 бали. Глядачі ж віддали Італії 104 бали (7 місце). Так, пісня принесла своїй країні загальні 268 балів і підсумкове 7 місце на конкурсі. 

Фрагменти виступу для фіналу та півфіналу на Євробаченні 2024
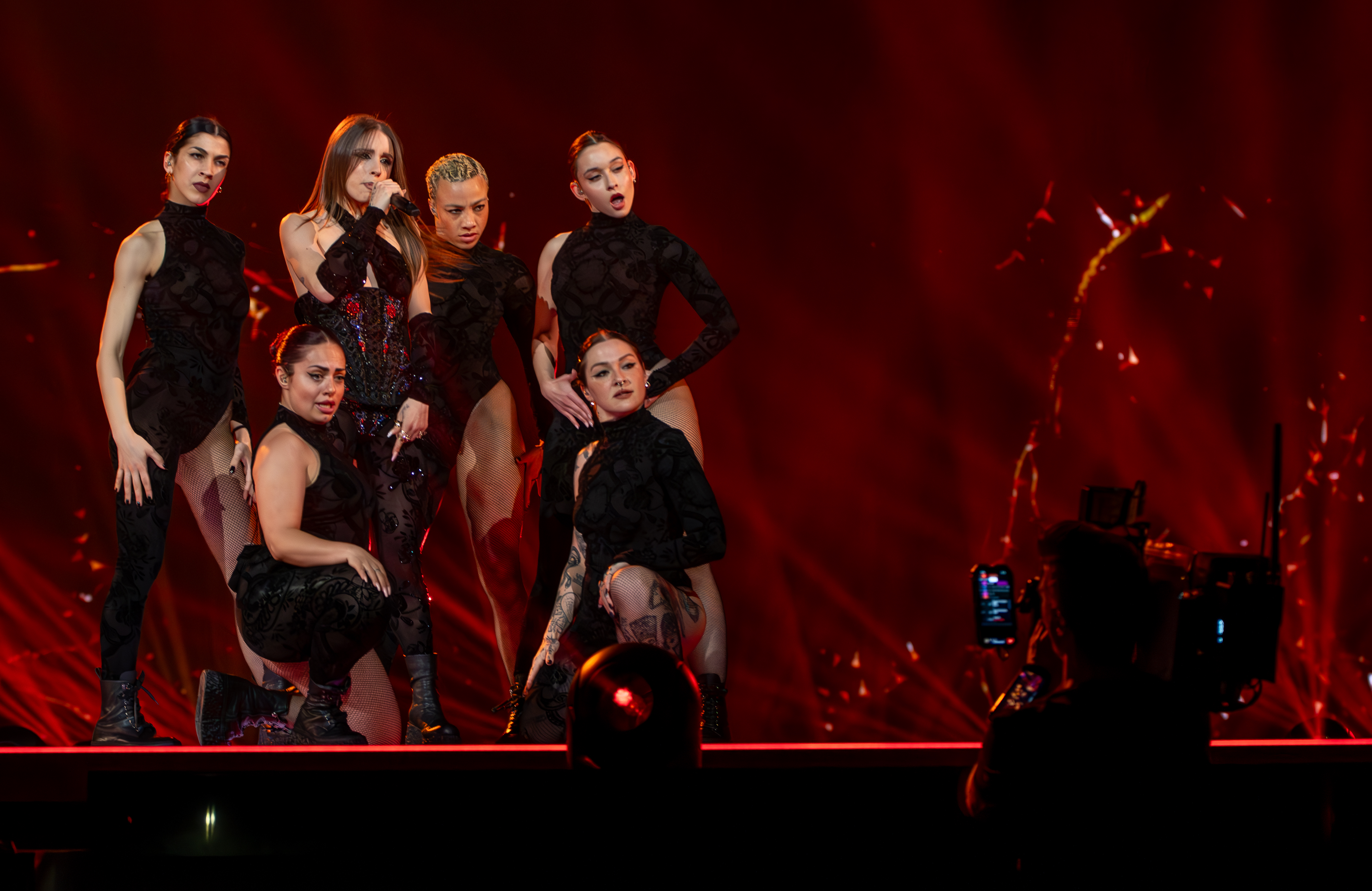
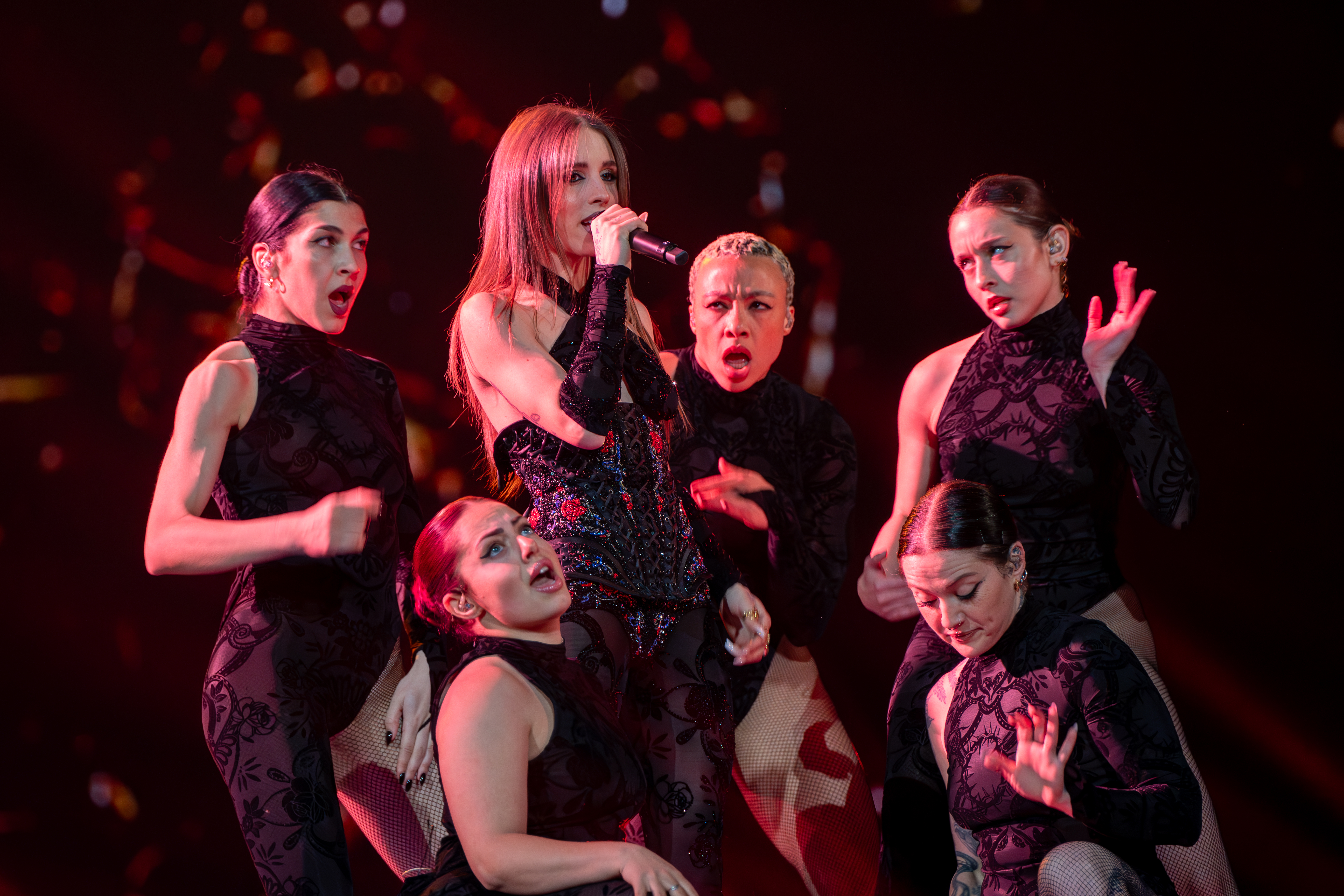
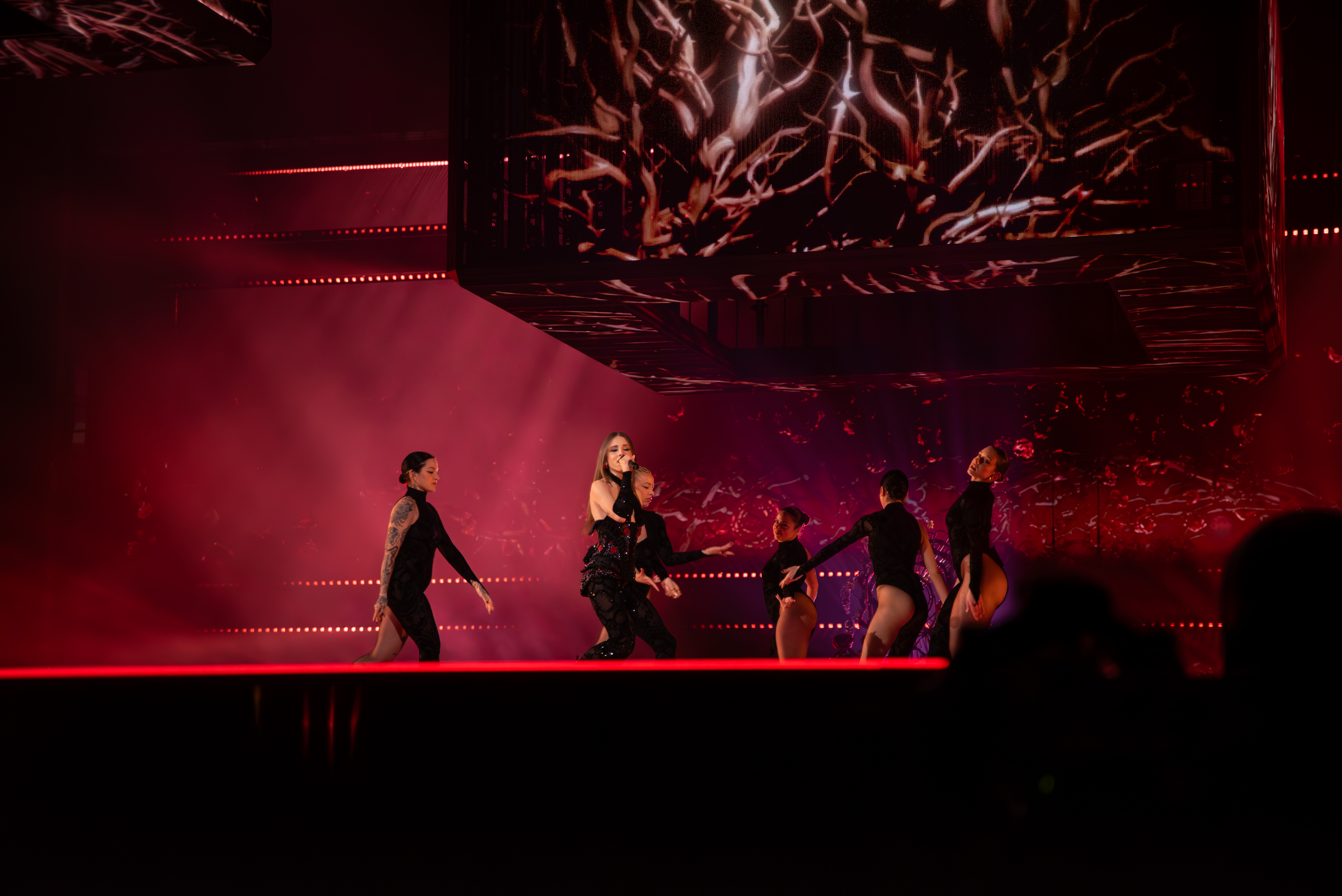
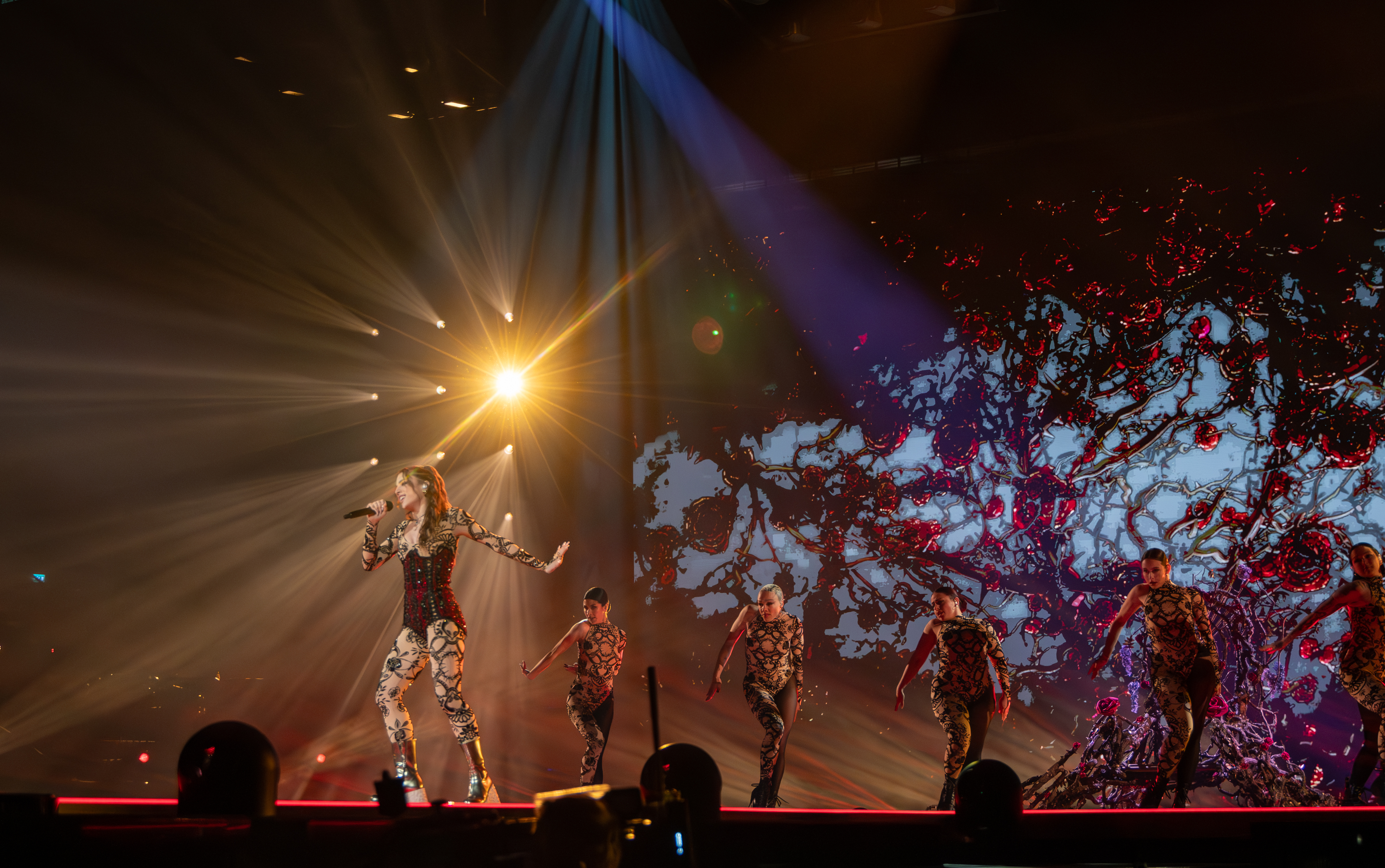
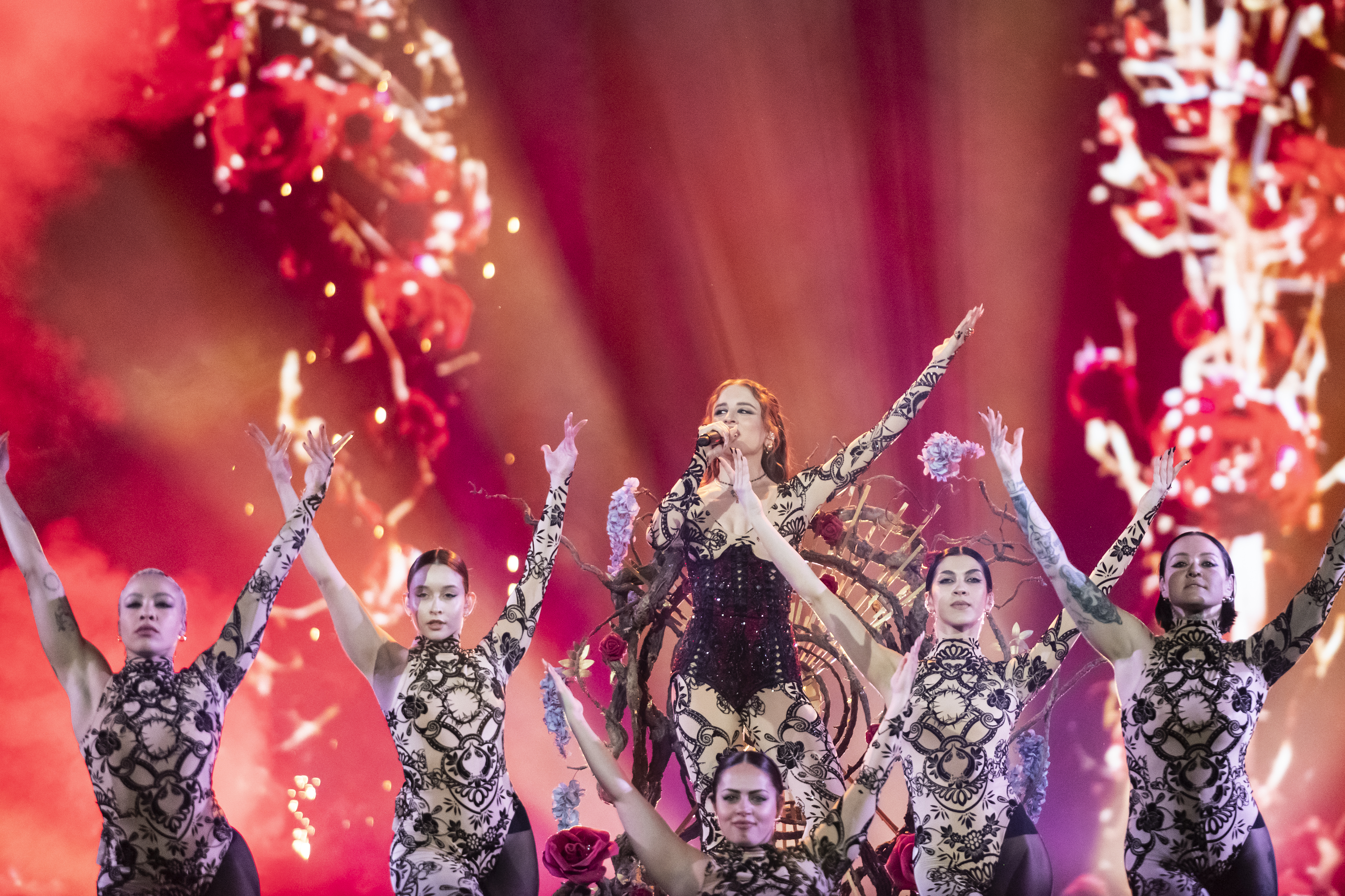
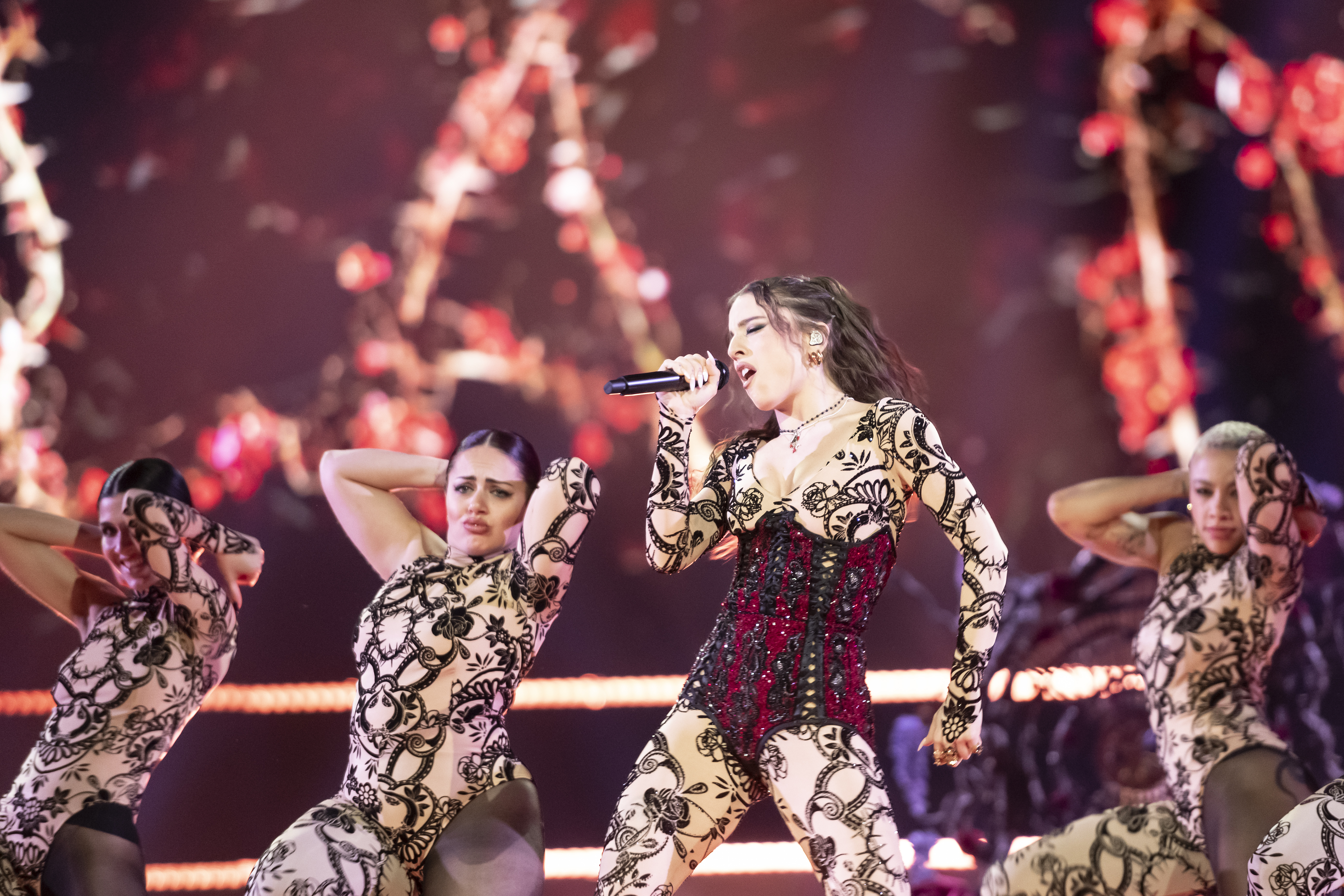
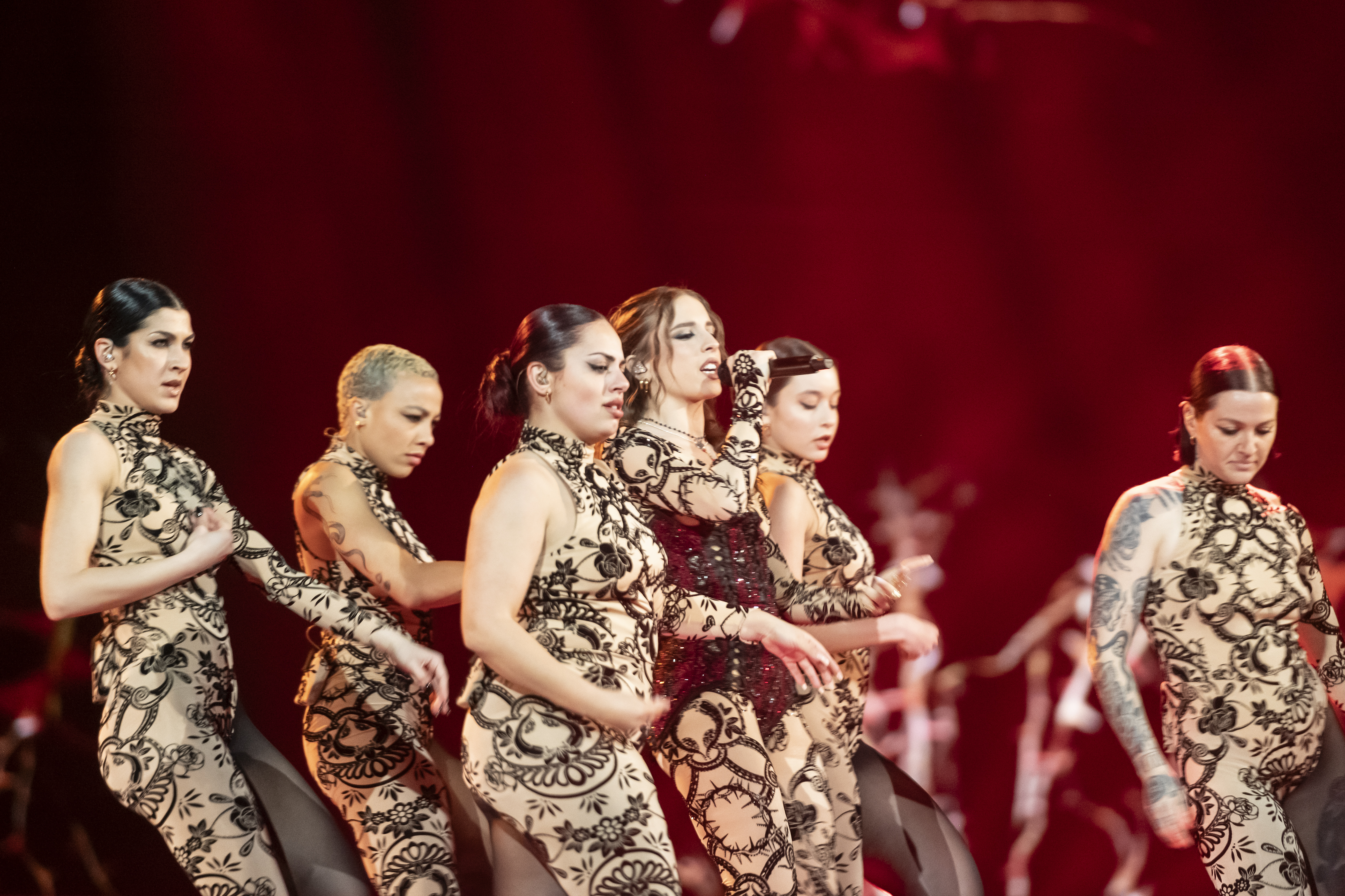
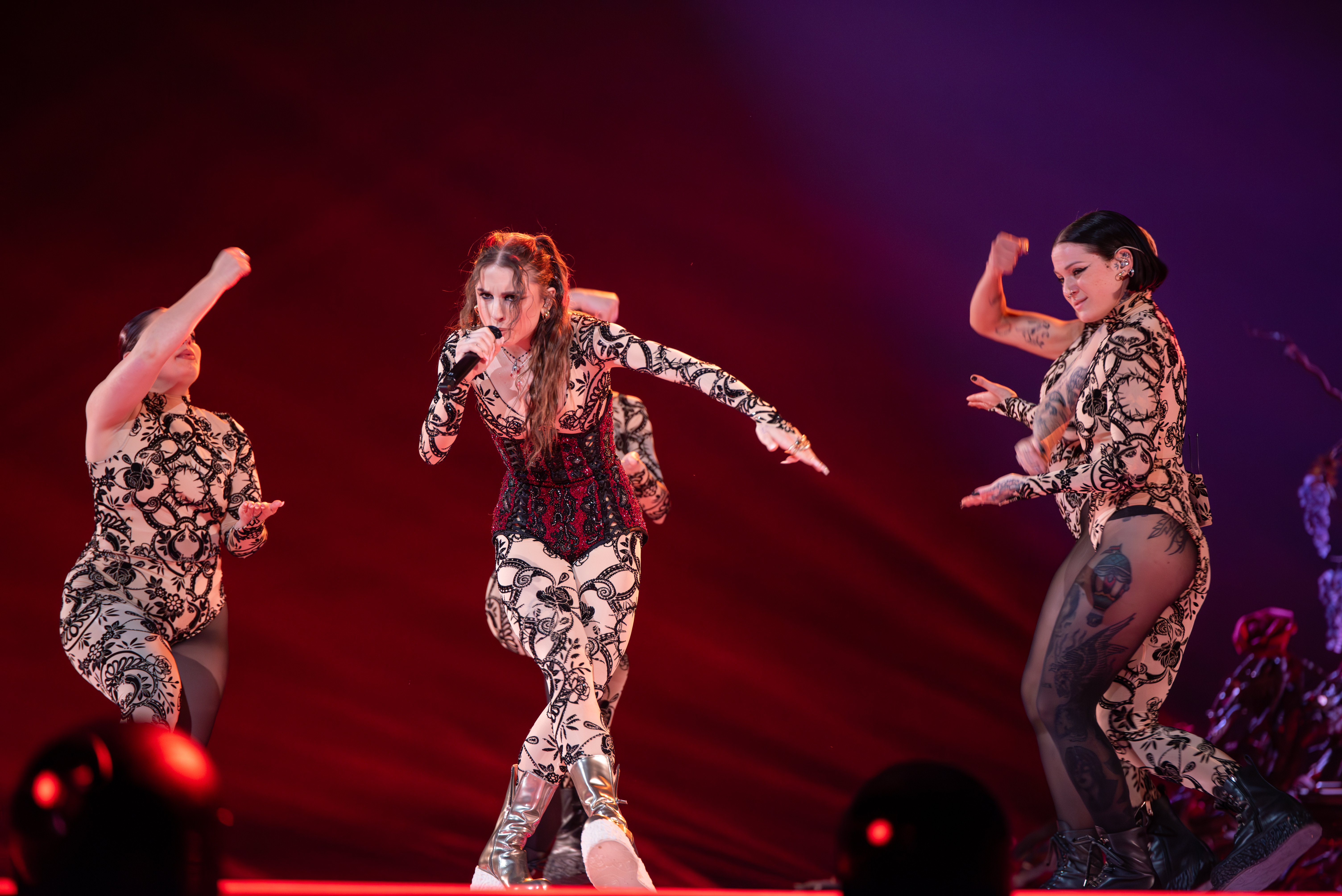
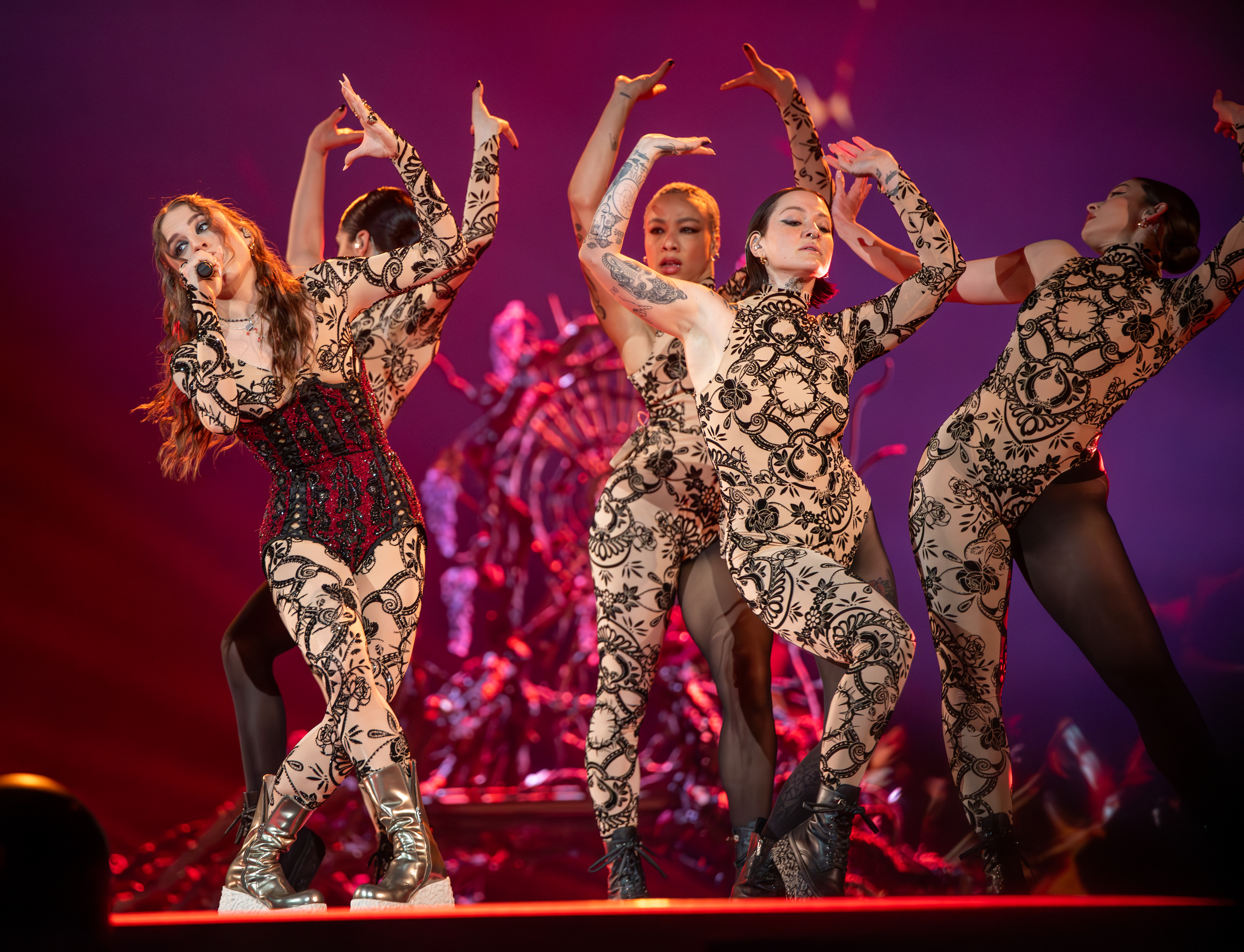
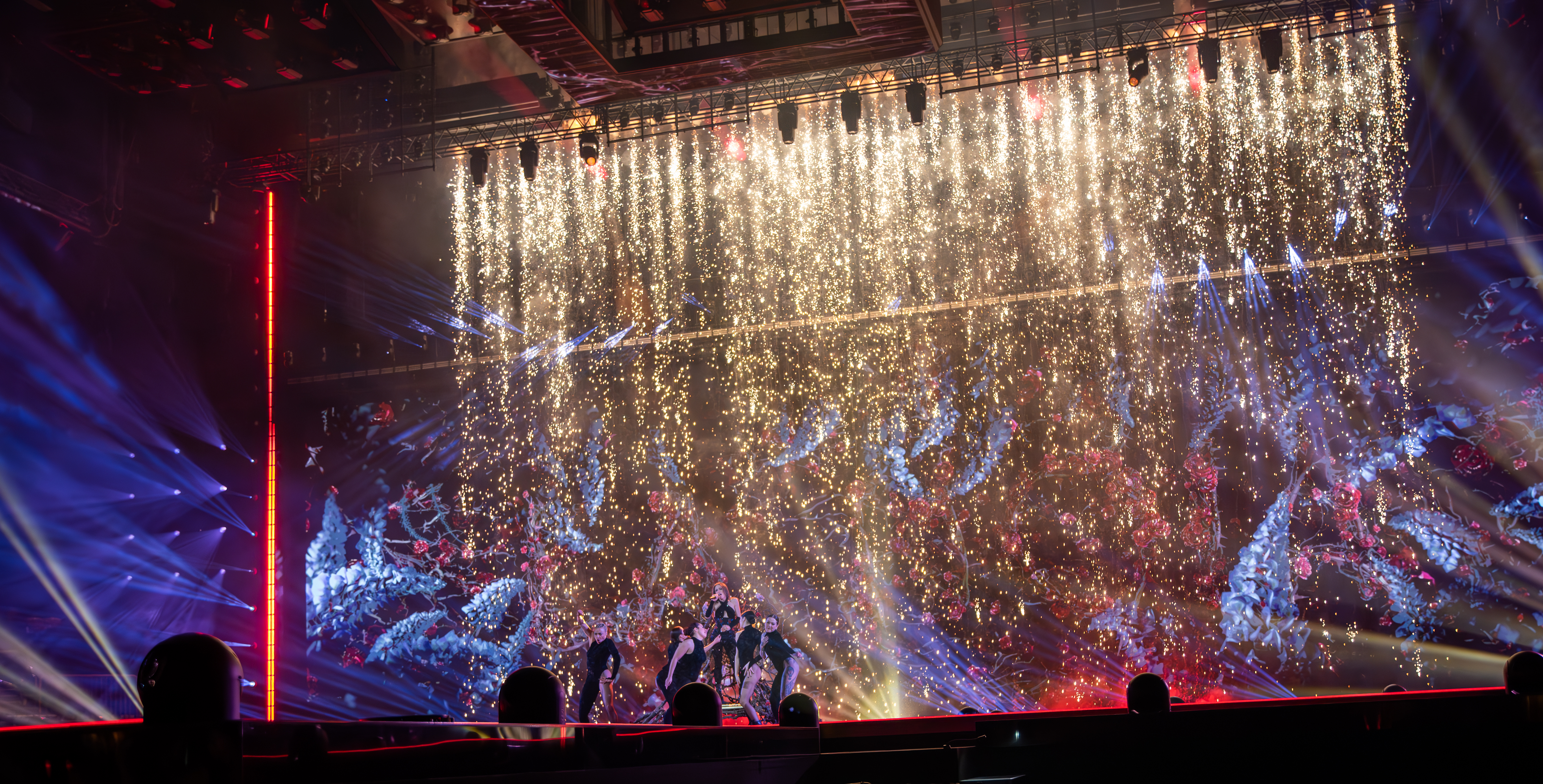
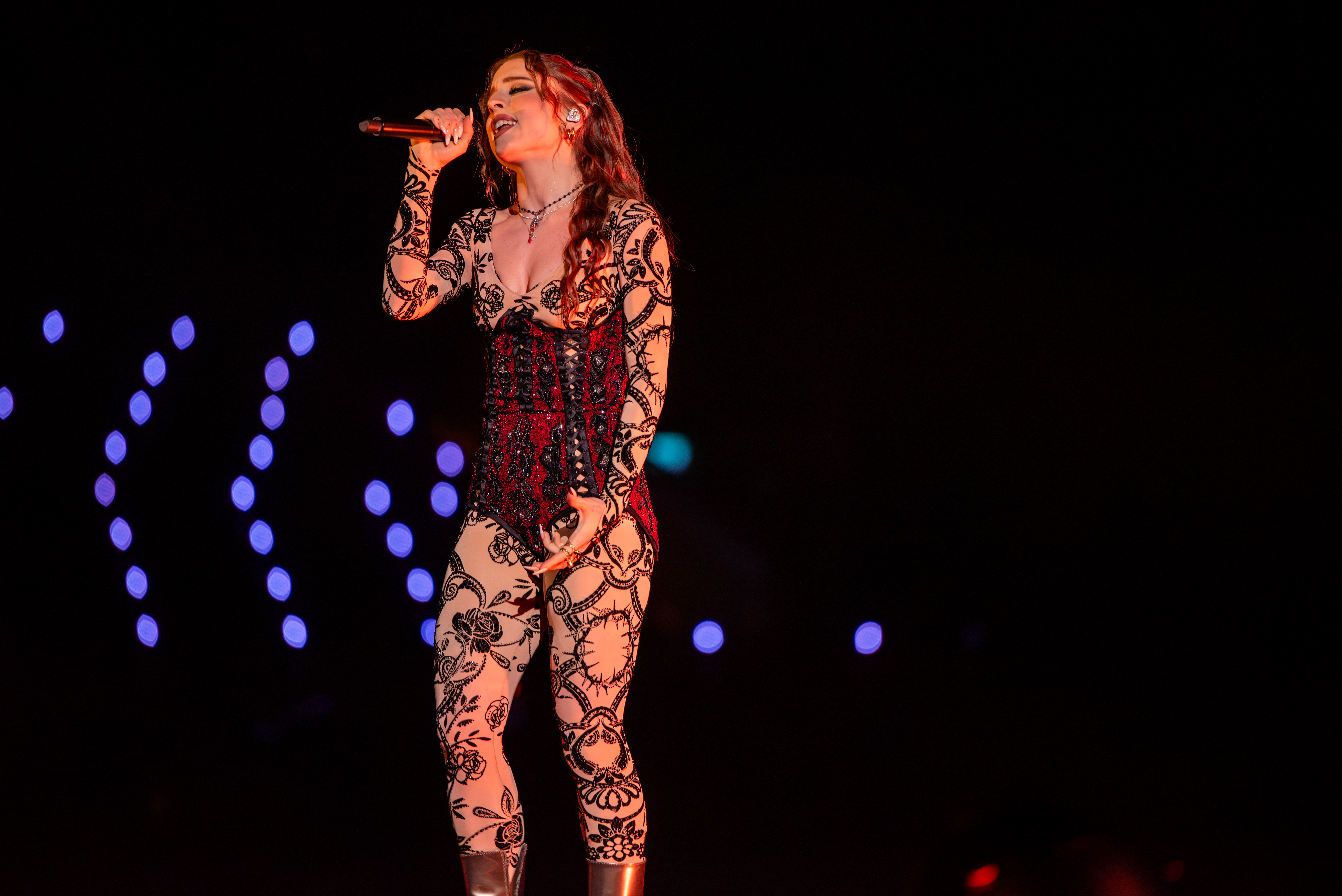
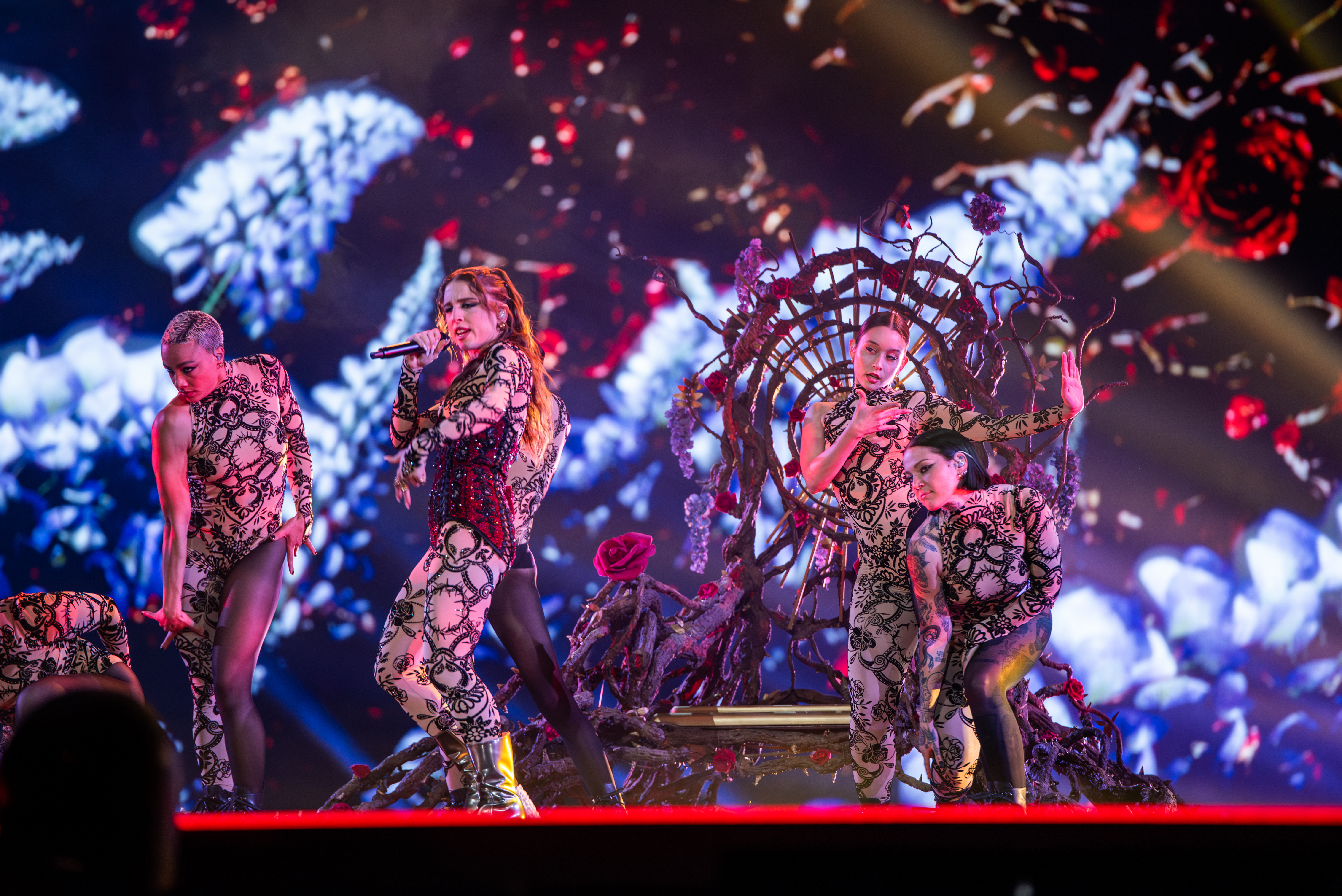
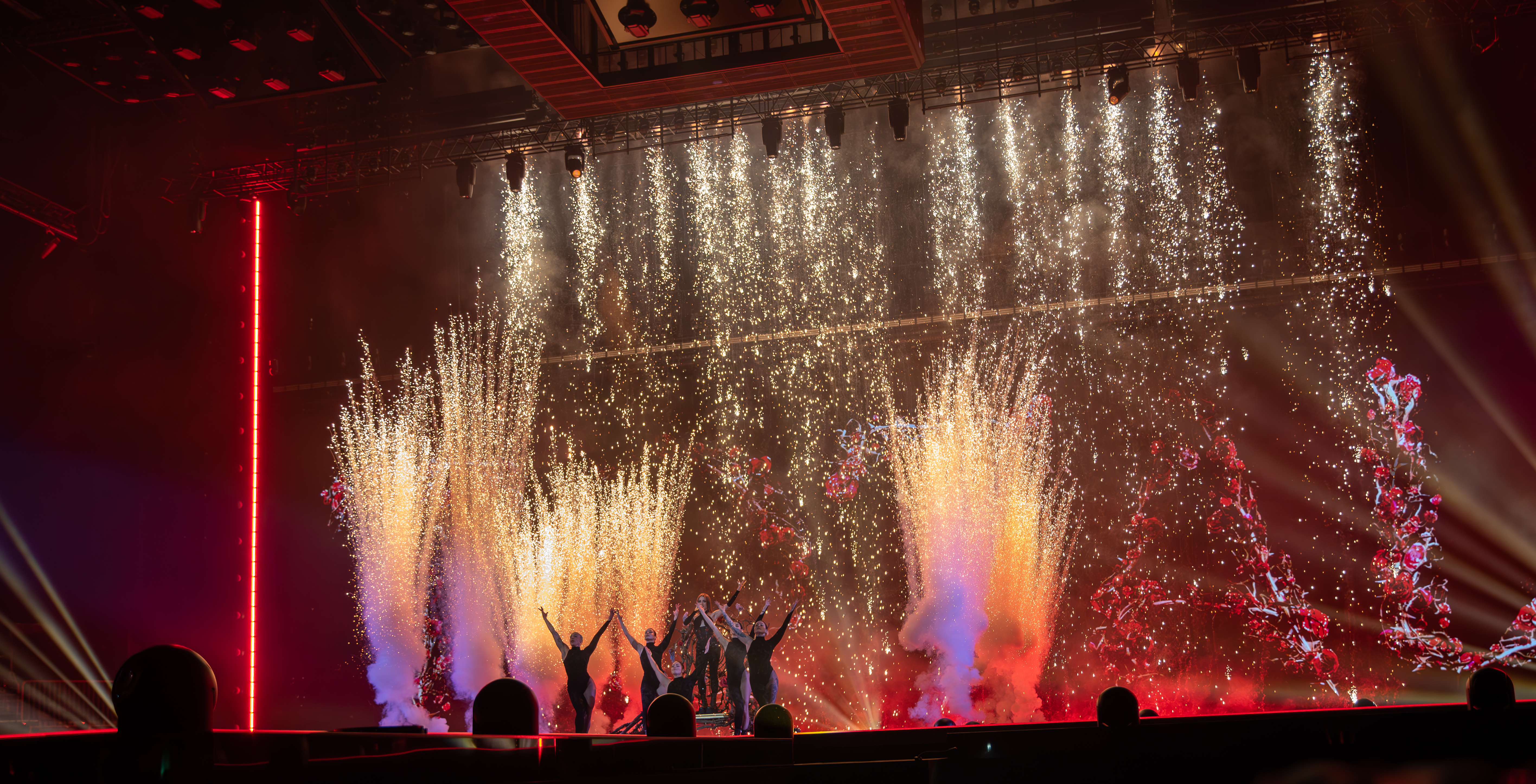

## Критика
Загалом, пісня отримала схвальні відгуки від італійських музичних критиків.
Андреа Лаффранкі з Corriere della Sera описав пісню як «Життєрадісну, свіжу, безтурботну» з «латинською душею» та «приспівом, що пахне середземноморською традицією». Сільвія Даніеллі з Billboard Italia написала, що звуки асоціюються з реггетоном і кумбією, вважаючи це «чудовим хітом» з «цікавими текстами». Філіппо Феррарі з Rolling Stone Italia високо оцінив постановку, повідомивши, що вона «вразить тих, хто ще не зосередився на ній».
Андреа Конті з Il Fatto Quotidiano сказав, що пісня «приходить відразу, така пряма, не зникаючи нікуди», текст якої виглядає як «широкий роздум про життя, від стосунків до бізнесу», у якому Манго «прекрасно співає».

## Чарти

### Щотижневі чарти
| Чарт (2024)                     | Найвища позиція |
| ------------------------------- | --------------- |
| Італія (FIMI)                   | 4               |
| Італія (EarOne)                 | 2               |
| Швейцарія (Schweizer Hitparade) | 11              |